# Eudes II de Bourgogne
Pour les articles homonymes, voir Eudes de Bourgogne.
Eudes II, né en 1118, mort le 27 juin 1162, duc de Bourgogne de 1143 à 1162, fils de Hugues II le Pacifique, duc de Bourgogne, et de Mathilde de Turenne.

## Biographie
Il aurait combattu les Maures au Portugal. À l'avènement de Louis VII (1137), il refuse de lui prêter hommage, mais un jugement papal rendu par Adrien IV l'y oblige. Il fut également un seigneur pillard et dut, pour racheter ses fautes, aller en pèlerinage en Terre sainte. Il mourut au cours du voyage.
Il avait épousé en 1145 Marie de Blois, belle-sœur de Louis VII et fille de Thibaud IV, comte de Blois et de Champagne, et de Mathilde de Carinthie, et avait eu :
- Alix (1146 † 1209), mariée en 1164 à Archambaud († 1169), fils de Archambaud VII († 1169), sire de Bourbon ; puis remariée à Eudes de Déols, seigneur de Châteauroux. Veuve, elle devient, comme sa mère avant elle, mais pour une courte période, abbesse de Fontevraud ;
- Hugues III (1148 † 1192), duc de Bourgogne ;
- Mahaut († 1220), mariée au comte Robert IV d'Auvergne († 1194), fils du comte Guillaume VIII le Vieux († v. 1182) et d'Anne de Nevers. L'union de sa fille marque le rapprochement des dynasties ducale de Bourgogne et comtale d'Auvergne[2].

Il semble que ce fut lui qui adopta les armes bandé d'or et d'azur à la bordure de gueules, qui devinrent ensuite celles des ducs de Bourgogne.